# Start-up Brasil
O Programa Nacional de Aceleração de Startups (Start-Up Brasil) é uma iniciativa do governo federal do Brasil, criada pelo Ministério da Ciência, Tecnologia e Inovação (MCTI) em parceria com aceleradoras. Este programa foi lançado no dia 29 de novembro de 2012 pelo ministro Marco Antonio Raupp em São Paulo.
A iniciativa é parte do Programa Estratégico de Software e Serviços de Tecnologia da Informação (TI Maior), lançado pelo mesmo ministério no dia 20 de outubro de 2012, que tem como finalidade principal fomentar a indústria de software e serviços na área de tecnologia da informação (TI).
O programa funciona por edições com duração de um ano, realizando duas chamadas públicas nesse período: uma para qualificar aceleradoras (uma única rodada) e outra para a seleção de projetos startups (duas rodadas semestrais). Em 22 de dezembro de 2014, deu-se a segunda edição, tendo o resultado da etapa de seleção da turma 4 (segunda turma da segunda edição) sido divulgado no dia 3 de dezembro de 2014.
As startups contempladas pelo programa receberam uma série de benefícios, entre eles: acesso a aceleradoras; bolsas de pesquisa, desenvolvimento e inovação no valor de até 200 mil reais; acesso à eventos de capacitação, networking e mentoria; acesso a eventos de apresentação de startups para investidores (Demo Days); espaço de trabalho no Vale do Silício (a algumas das startups apoiadas pelo Start-Up Brasil); e benefícios específicos oferecidos pelas empresas parceiras do programa.
Como recursos previstos, foram dispendidos um total de cerca de 40 milhões de reais de reais no período entre 2012 e 2015 e cerca de 20 milhões de reais no período entre 2017 e 2019.

## Objetivo
O objetivo geral do programa é acelerar o desenvolvimento de empresas nascentes de base tecnológica no Brasil, gerando inovação e novas tecnologias que atendam as demandas do mercado global que está cada vez mais competitivo. Para tanto, é necessário a construção de um ecossistema adequado à aceleração do empreendedorismo tecnológico no Brasil e à geração de bens e serviços inovadores com competitividade global. Buscando alcançar esse objetivo principal, o programa Start-up Brasil fomenta:
- a estruturação de uma rede de mentores e investidores;
- financiamento a pesquisa, desenvolvimento e inovação (P,D&I);
- consutoria tecnológica e de mercado;
- parcerias com universidades, institutos de pesquisas, incubadores e grandes empresas nacionais e internacionais; e
- programas de acesso a mercado e compras públicas.

Assim, esta ação tem como objetivo alavancar a aceleração de um número crescente de startups a cada ano, colocando no mercado local e internacional novos produtos e serviços inovadores, conectando nossas empresas de base tecnológica em contato com tendências e mercados globais, bem como construir uma parceria governo e iniciativa privada para a geração de um ecossistema favorável ao empreendedorismo de base tecnológica.

## Etapas do programa
O programa é organizado em três fases.
- Habilitação de aceleradoras — A primeira fase é a habilitação de aceleradoras e é responsável por selecionar as aceleradoras parceiras do Programa, por meio de edital específico;
- Seleção das startups — Após a habilitação das aceleradoras, dá-se início à segunda fase do programa, responsável pela seleção das startups que serão aceleradas, podendo as equipes serem nacionais ou internacionais (até o limite máximo de 25% dos projetos aprovados). Esta fase de seleção de startups foi prevista para acontecer duas vezes por ano, uma em cada semestre.
- Aceleração — Por fim, inicia-se a terceira e última fase do projeto, que é o processo de aceleração propriamente dito. Num período de até 12 meses, as startups podem receber até R$ 200 mil em bolsas de pesquisa e desenvolvimento. Além disso, as startups recebem acesso à aceleradoras, participação em eventos de capacitação e mentoria e dispõem de uma infraestrutura de trabalho. Em troca, as startups entregam uma fração de participação acionária para a aceleradora em questão (o percentual exato é estabelecido caso a caso, por acordo entre as partes.[1]

## Aceleradoras selecionadas
Segue abaixo uma lista das aceleradoras selecionadas pelo programa ao longo de suas edições.

### Primeira edição: Turmas 01 e 02 (2013)[9]
1. 21212 Digital Accelerator
2. Acelera MGTI
3. Acelera Partners
4. Aceleratech
5. Outsource Brazil
6. Papaya Ventures
7. Pipa
8. Start You Up Accelerator
9. Wayra Brasil

### Segunda edição: Turmas 03 e 04 (2014)[9][10]
1. 21212 Digital Accelerator
2. Acelera MGTI
3. Aceleratech
4. Pipa
5. Start You Up Accelerator
6. Wayra Brasil
7. Acelera Cimatec
8. Baita Aceleradora
9. C.E.S.A.R Labs
10. TechMall
11. Ventiur.net
12. Wow

## Startupsselecionadas
A seguir serão listadas as startups que já foram selecionadas pelo programa e suas respectivas localidades.

### Primeira edição: Turma 01 (2013)[11]
Nacionais:
1. AFTScan (SC)
2. App Prova (MG)
3. Aula Livre  (RS)
4. B2Blue.com  (SP)
5. Broader (RJ)
6. Chegue Lá  (SP)
7. Chip Inside (RS)
8. Convenia  (SP)
9. Data Mundus (RS)
10. DataEvent (PE)
11. EadBox (PR)
12. EasyAula (RJ)
13. EconoData (SP)
14. Estoks (PE)
15. Eventick (PE)
16. EvoBooks (SP)
17. Executive (PR)
18. Fisiohub (PE)
19. Geomais (GO)
20. Heap Up (MG)
21. Hello Universe (SP)
22. Intoo (SP)
23. Kiduca (SP)
24. LabSynapse (RJ)
25. Leva-la (MG)
26. MercaFácil (PR)
27. MiningMath (MG)
28. MobGeek (RJ)
29. Motomob (SP)
30. Mundo de aventura (PE)
31. Myooni (RS)
32. Ocapi (SP)
33. Pagapramim (RS)
34. PayParking (ES)
35. PegaPlantão (MS)
36. Poup (DF)
37. Prodeaf (PE)
38. Profes (SP)
39. QueroFrete (MG)
40. RegLare (SP)
41. Sensorbox (ES)
42. Timobox (SP)
43. TotemStore (RJ)
44. Uaizo (MG)
45. Wotchapp+ (CE)

Estrangeiras:
1. Aentropico (Colômbia)
2. Bizzabo (Israel)
3. EduSynch (EUA)
4. Fitboo (Espanha)
5. IguanaFix (Argentina)
6. KinCentral (EUA)
7. Kudo Learning (EUA)
8. Love Mondays (Irlanda)
9. Media Relevance (EUA)
10. PayMins (Irlanda)
11. Sensimob (EUA)

### Primeira edição: Turma 02 (2013)[12]
Nacionais:
1. Agenda Beleza (PR)
2. Bov Control (SP)
3. Brasil By Bus (SP)
4. Cardio Care (PR)
5. Cerensa (SP)
6. Codifique (SP)
7. Coletivy (SP)
8. Crowdtask (MG)
9. CrowdMobi (AL)
10. Cucco (MG)
11. Cuponeria (RJ)
12. Diagnes (PE)
13. Dujour (RJ)
14. eBRICS (SP)
15. eDonators (RN)
16. Engarte (MG)
17. Esmalteria Club (SP)
18. Estacionamento Rotativo (PR)
19. Fashion85 (CE)
20. Fitsy (SP)
21. Fonte A1 (CE)
22. Gecam (RN)
23. Giftter (SP)
24. iHelpU (CE)
25. Image2Doc (SP)
26. InfoPrice (SP)
27. ITS Netbee (MG)
28. Klipbox (RN)
29. Maxmilhas (MG)
30. Memed (SP)
31. Meu Carrinho (SP)
32. Nazar (PE)
33. Nina Pig (AL)
34. NUE (Next User Experience)
35. (PE)
36. NUI! (SP)
37. Overdrive Eletronica (DF)
38. Ploog (RJ), na época da seleção conhecida como Virtual Machine Experience (VMExp)
39. Preditiva (DF)
40. Prêmio Ideia (MG)
41. PRP – Plataforma de Reconhecimento de Produtos (SP)
42. Razoom (RJ)
43. Reamp (SP)
44. Responde Aí (RJ)
45. Sabesim (SP)
46. Saldo Coletivo (PA)
47. Shipfy (SP)
48. Superplayer (RS)
49. Tangible (SP)
50. Tex.do (SC)
51. Tippz (GO)
52. To Nails (AL)
53. Valor da Construção (GO)
54. Vitrola (CE)

Estrangeiras:
1. Aktive Bay (Estados Unidos)
2. AppBin (Índia)
3. Interactly (Holanda)
4. Kedzoh (Chile)
5. MR PRESTA (Argentina)
6. Nubimetrics (Argentina)
7. Soukboard (Argentina)
8. Stylect (Reino Unido)
9. Xendo (Estados Unidos)

### Segunda edição: Turma 03 (2014)[13]
Nacionais:
1. Buyttle (PE)
2. Cosméticos Já (RJ)
3. Dino (RJ)
4. Dona Cegonha (RJ)
5. DSPGeo (SP)
6. Emotion.me (RJ)
7. Fluxviz (BA)
8. Freta.lá (SP)
9. Frutas em casa (GO)
10. Conceituais (MG)
11. Heatmaper (SP)
12. Hookit (RS)
13. Lar21 (SP)
14. MeCasei.com (RS)
15. Minuto Feedback (PE)
16. Origem Vegeral (RS)
17. OneView (SP)
18. Pastar (BA)
19. Pesquisa, desenvolvimento e auto-publicação de games híbridos para plataformas Sony Playstation e Nitendo (MG)
20. Pick2Trip (SC)
21. PinMyPet (DF)
22. Plataforma online de desenvolvimento de ambientes virtuais renderizados em tempo real para empreendimentos imobiliários (SP)
23. Plataformas saúde (RJ)
24. PlugBuy (RS)
25. Quero Frete (RS)
26. Quero frete rede de agências cooperativa mobile conectada via satélite no padrão IPV6 (SP)
27. Sacapp (SP)
28. SalãoVip (SP)
29. Tributária (MG)
30. Sii create smarts things (MG)
31. Simn (BA)
32. Sistema Hiper (SC)
33. Sistema para simulação de voo (SP)
34. Skyhub (PE)
35. SliceMob (SP)
36. SocialPublik (PB)
37. SocialCondo (RS)
38. Para medição de energia elétrica via tecnologia RF mesh baseada em IPV6 (SP)
39. Squid Fácil (SP)
40. Superela (SP)
41. Vet Smart (SP)
42. Yupi Play (PB)

Estrangeiras:
1. Algrano (Suíça)
2. Construct Latam (Estados Unidos)
3. Genwords (Argentina)
4. Hoy plan (Itália)
5. Iq friends (Alemanha)
6. Ofelia feliz (Argentina)
7. Rogue rovers (Estados Unidos)
8. Sentimoto (Rússia)
9. Shippify.co (Equador)
10. Softruck (Uruguai)

### Segunda edição: Turma 04 (2014)[6]
Nacionais:
1. Agrid (MG)
2. AgroSmart (MG)
3. AllGo (SP)
4. Atestados (PE)
5. Beyond Domotics (RS)
6. Blueye (RN)
7. Cadencímetro Digital (MG)
8. CellSeq (MG)
9. Configr (DF)
10. Confirm8 (SP)
11. DescarteLegal (MG)
12. EasyCrédito (GO)
13. EQQ++ (SP)
14. Escola em Movimento (MG)
15. Ex-Machina (RN)
16. Fleety (PR)
17. Guell (BA)
18. Healfies (SC)
19. INSTAD (RS)
20. Integrador de Voz (MG)
21. Kidu (SP)
22. Kit de ensino com realidade (RJ)
23. Laudos.net (GO)
24. Lifesaver (BA)
25. Livro de Reservas (SP)
26. Lotebox (PE)
27. Mira Digital (RJ)
28. Netshow.me (SP)
29. Neuroup (PE)
30. One Cloud (MG)
31. P-Sensor (RS)
32. PackDocs (MG)
33. PEBMED (RJ)
34. Playax (SP)
35. Portal Telemedicina (SP)
36. Quantogastei.com (AL)
37. Revolog Broker (MG)
38. SaleSim (PE)
39. Shopfloor Cockpit (CE)
40. Smartcoin (RJ)
41. Squid It (SP)
42. Stoodi (SP)
43. Tecnonutri (MS)
44. Treinus (MG)
45. Visualizador de imagens médicas (SP)
46. VM Card (CE)

Estrangeiras:
1. Cinepapaya.com (Peru)
2. IHealth4Me (Austrália)
3. Interactivo Web (Uruguai)
4. Internet for All (Estados Unidos)
5. My Visual Brief (Reino Unido)
6. Smart Agriculture Analytics (Estados Unidos)
7. Survey Kiwi (Argentina)
8. Visual.is (Canadá)
9. Vitbelle (México)
10. Orbis Rede Geosocial (RJ)

## Resultados
O programa Start-up Brasil apresentou no dia 6 de novembro de 2014 os resultados da primeira turma (turma 01) do processo de aceleração. A turma 1 foi composta por 45 startups, das quais 38 eram brasileiras e eram internacionais. Elas receberam apoio para a pesquisa, desenvolvimento e contratações, além de investimento e mentoria de aceleradoras. O valor captado no mercado (9,63 milhões de reais) durante o processo de aceleração ultrapassou o valor público investido (7,7 milhões de reais). De janeiro a agosto de 2014, o faturamento das startups teve um aumento de 139%, com um crescimento de 63% no número de colaboradores das respectivas empresas. Assim, pode-se afirmar que a primeira turma de aceleração apresentou resultados positivos, evidenciando a importância de dar continuidade ao programa.